# Max Reichpietsch

Erinnerung an Max Reichpietsch und den Matrosenaufstand (DDR-Briefmarke von 1967)

Max Reichpietsch (* 24. Oktober 1894 in Charlottenburg; † 5. September 1917 bei Wahn) war ein deutscher Soldat und 1917 einer der Organisatoren der Antikriegsbewegung in der Kaiserlichen Marine.

## Leben

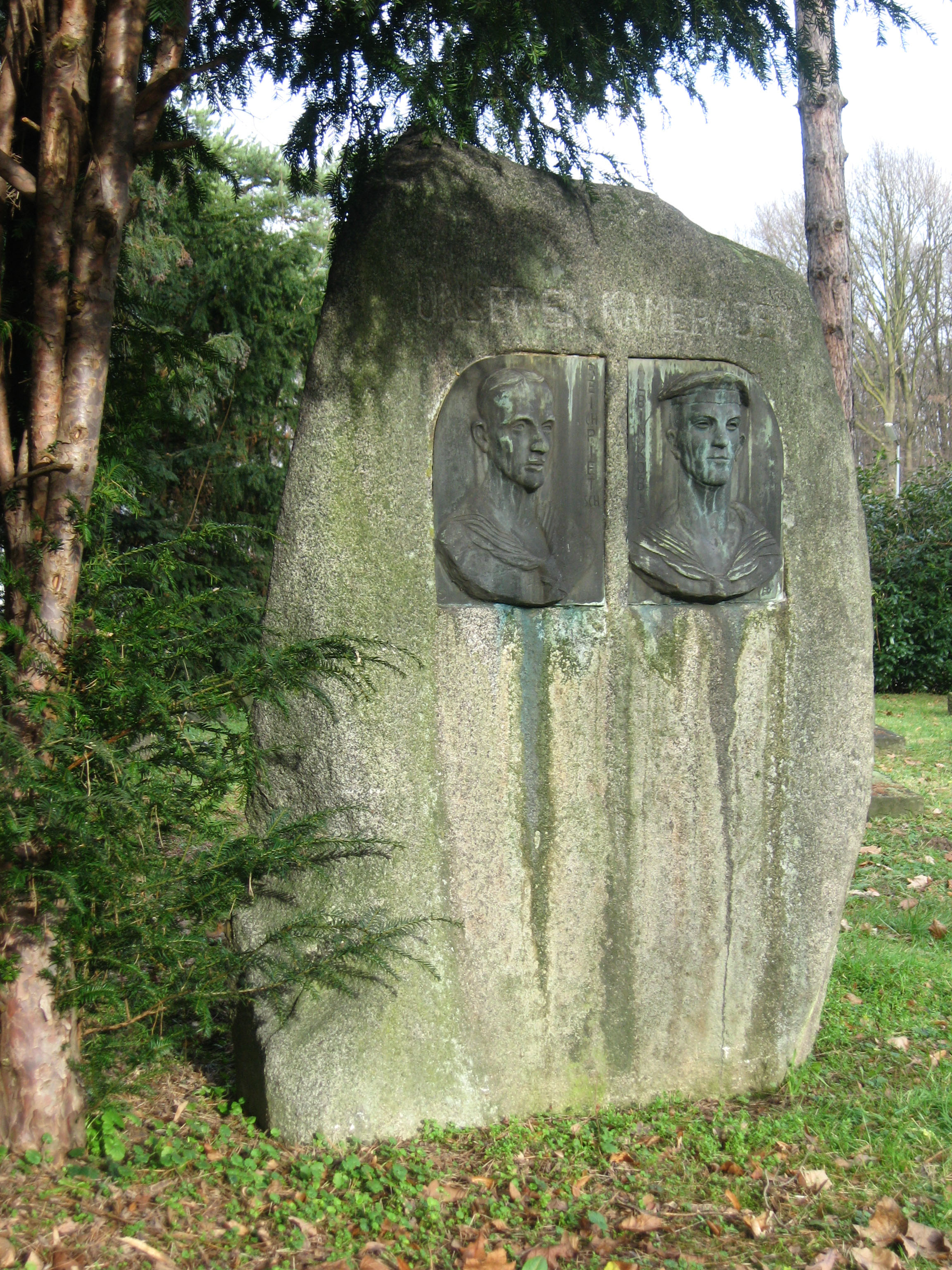
Grabstein von Max Reichpietsch und Albin Köbis in der heutigen Luftwaffenkaserne Wahn

Sowohl Reichpietsch als auch seine Eltern waren neuapostolische Christen. Im Alter von 18 Jahren hatte er sich 1912 freiwillig zur Marine gemeldet. Unter dem Eindruck des Krieges, unter anderem als Teilnehmer der Skagerrakschlacht, verbunden mit den Schikanen der Offiziere und der mangelhaften Verpflegung – Mannschaften wurden schlechter versorgt als die Offiziere – wandelte er sich zum Kriegsgegner.
Als Matrose auf dem Großlinienschiff Friedrich der Große war er, zusammen mit dem Oberheizer Willy Sachse und dem Matrosen Wilhelm Weber, sowie mit den auf dem Großlinienschiff Prinzregent Luitpold stationierten Heizern Albin Köbis und Hans Beckers, der Organisator der Antikriegsbewegung unter den Matrosen der Hochseeflotte im Sommer 1917. Verschiedene Matrosen, unter anderen Reichpietsch und Köbis, unterhielten in diesem Sommer Kontakte in die USPD-Spitze.
Reichpietsch wurde verhaftet und am 26. August 1917 als „Haupträdelsführer“ wegen „vollendeten Aufstandes“ zusammen mit Köbis, Sachse, Weber und Beckers in einem Kriegsgerichtsverfahren zum Tode verurteilt. Reichpietsch hatte bereits zuvor insgesamt vierzehn Disziplinar- und Feldkriegsgerichtsstrafen wegen verschiedener Delikte, darunter Unpünktlichkeit, Fernbleiben vom Dienst, Ungehorsam und Diebstahl, erhalten. Das gegen ihn verhängte Todesurteil war eines von 150 während des gesamten Krieges im Deutschen Reich, von denen aber nur 48 vollstreckt wurden.
Die gegen Sachse, Weber und Beckers verhängten Todesurteile wurden in Zuchthausstrafen von je 15 Jahren umgewandelt. Am 5. September 1917 wurden die Todesurteile gegen Max Reichpietsch und Albin Köbis auf dem Schießplatz Wahn bei Köln vollstreckt. Heute befindet sich dort die Luftwaffenkaserne Wahn.
Wilhelm Dittmann, links-sozialdemokratischer Politiker und Mitglied des Reichstags, beurteilte das Gerichtsverfahren in seiner späteren Schrift Die Marine-Justizmorde von 1917 und die Admirals-Rebellion von 1918 als einen „militärischen Willkürakt aus politischen Motiven“.
Die auf dem Gelände der Luftwaffenkaserne Wahn gelegenen Grabstätten von Max Reichpietsch und Albin Köbis sind bis heute für den normalen Publikumsverkehr unzugänglich. Für den Besuch der Gräber ist eine Erlaubnis der Bundeswehr sowie eine damit einhergehende Registrierung erforderlich. Die Bundesregierung begründete die Besuchsrestriktionen, reagierend auf eine Anfrage der Partei Die Linke, im Oktober 2007 mit der Stellungnahme, die politischen Motive der Matrosen sowie die Vorgänge des Jahres 1917 seien in der deutschen Militärgeschichtsschreibung noch nicht ausreichend erforscht.

## Politische Verwendung
Die Neuapostolische Kirche (NAK) in der DDR (namentlich 'leitende Amtsträger') propagierte gegenüber den staatlichen Organen die Tatsache, dass sowohl Albin Köbis als auch Max Reichpietsch neuapostolisch und Anhänger der revolutionären Antikriegsbewegung waren, als Existenzberechtigung im real existierenden Sozialismus.

## Erinnerung

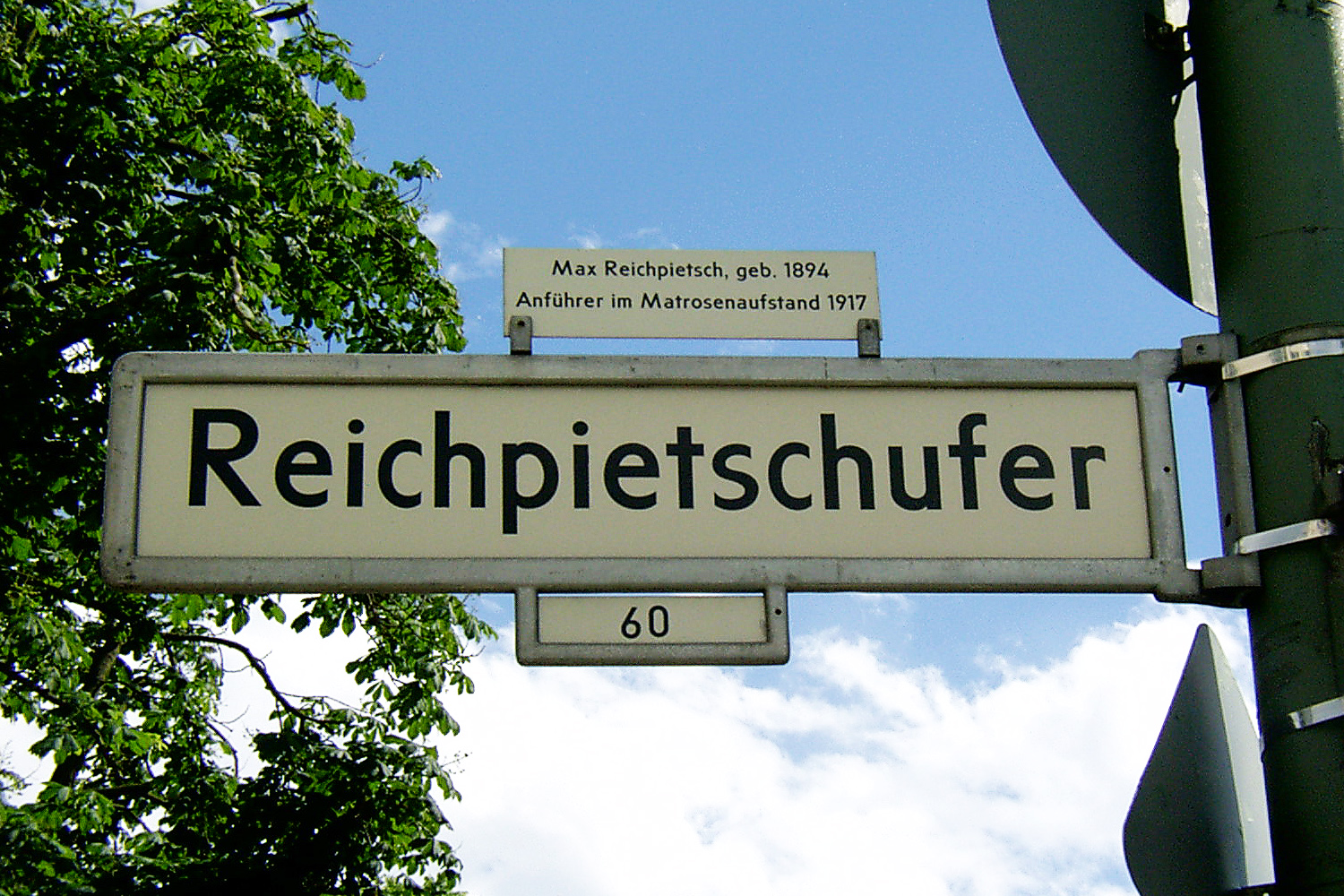
Straßenschild am Reichpietschufer in Berlin-Tiergarten

- Theodor Plivier widmete seinen Roman Des Kaisers Kulis. Roman der deutschen Flotte 1930 Alwin Köbis’ und Max Reichpietsch.
- In Kiel im Stadtteil Neumühlen-Dietrichsdorf, in unmittelbarer Nachbarschaft der Fachhochschule Kiel, ist ein Platz nach Max Reichpietsch benannt.
- In Köln-Porz-Wahn wurden Mitte der 1990er-Jahre zwei Straßen nach Albin Köbis und Max Reichpietsch benannt. Dort gedachten zum hundertsten Jahrestag 2017 der DGB, das Friedensbildungswerk und die SJD/Falken der Erschießung am 5. September.[6]
- In der Luftwaffenkaserne in Köln-Porz-Wahn befindet sich auf dem Militärfriedhof ein Gedenkstein mit den Reliefbildern von Max Reichpietsch und Albin Köbis. In Porz-Wahn gab es während der Weimarer Republik (KPD, Rotfrontkämpferbund, …) Gedenkveranstaltungen mit tausenden Teilnehmern und in der Bundesrepublik Kundgebungen und Demonstrationen zur Gedenkstätte. Die letzten größeren am 30. März 1991 (PI-DAP, DKP, AL, …) und am 4. September 1993 (Antifaschistische Ortsgruppe Porz, AABO) mit je 300–500 Teilnehmern.
- Nach Max Reichpietsch ist seit 1947 in Berlin-Tiergarten das ehemalige Tirpitzufer (nach Admiral von Tirpitz) vor dem ehemaligen kaiserlichen Marineministerium (Bendlerblock)[7] in Reichpietschufer[8] benannt, von dem die Köbisstraße abzweigt.[9]
- In Wismar gibt es einen Max-Reichpietsch-Weg sowie angrenzend den Albin-Köbis-Weg.
- In Dranske auf Rügen (bis Ende 1991 Marinebasis) gibt es den Max-Reichpietsch-Ring.
- In Strausberg (Vorstadt) sind nahe den Bundeswehr-Führungseinrichtungen zwei Straßen nach Köbis und Reichpietsch benannt.
- In der Dresdener Neustadt gab es 1945–1993 das Reichpietschufer (jetzt Carusufer), daran anschließend den Köbisplatz (jetzt Rosa-Luxemburg-Platz).
- In Leipzig (Reudnitz) sind zwei Straßen nach Reichpietsch und Köbis benannt - nahe dem Lene-Voigt-Park.
- Im Weimarer Ortsteil Schöndorf gibt es eine Max-Reichpietsch-Straße.
- Im Rostocker Ortsteil Markgrafenheide sind zwei Straßen nach Köbis und Reichpietsch benannt.
- In Schwerin ist die Max-Reichpietsch-Straße nach ihm benannt.
- In Greifswald, an der ehemaligen „GST-Hochsee-Yachten-Station“ Greifswald-Wieck, der späteren GST-Marineschule „August Lütgens“, trugen zwei Hochsee-Yachten seinen Namen: 1. Die Yawl Max Reichpietsch (I), 80 m² Segelfläche, war dort von 1954 bis 1958 stationiert und wurde anschließend nach Wismar verlegt. 2. Die Segeljacht der 8-CR-Klasse Max Reichpietsch (II) gehörte von 1958 bis 1962 zum Greifswalder GST-Schulschiffsbestand und kam anschließend nach Ückermünde, Betriebsberufsschule „Max Reichpietsch“" der VEB Nachrichtenelektronik Greifswald.
- In Berlin-Grünau findet jährlich ein „Max Reichpietsch Albin Köbis Gedächtnis Pokal“ statt – im Jahr 2018 zum 65. Mal.[10] Hierbei handelt es sich um eine Segelregatta auf dem Müggelsee.

## Filme
- Das Lied der Matrosen, DEFA 1958, 126 Min., Regie: Kurt Maetzig und Günter Reisch, Drehbuch: Karl Georg Egel und Paul Wiens, mit Günther Simon, Raimund Schelcher, u. a. (in dem Film bildet die Erschießung von Köbis und Reichpietsch den Ausgangspunkt der Handlung).
- Marinemeuterei 1917, ZDF 1969, 90 Min., Regie: Hermann Kugelstadt, Drehbuch: Michael Mansfeld, mit Dieter Wilken, Karl-Heinz von Hassel (als Max Reichpietsch), Volkert Kraeft, Claus Wilcke u. a. (dieser Film schildert dezidiert die Meuterei und den Prozess gegen die Meuterer).